# スカイラー・ストーン
スカイラー・ストーン（Skyler Stone、1979年6月15日 - ）は、アメリカ合衆国出身の俳優である。

## 出演作品

### テレビ
- TOUCH/タッチ
- BONES ボーンズ　-骨は語る-
- シングルパパの育児奮闘記（マイク・チャンス）
- THE MENTALIST　メンタリストの捜査ファイル

### オリジナルビデオ
- ホステル3（マイク）